# Косма и Дамиан

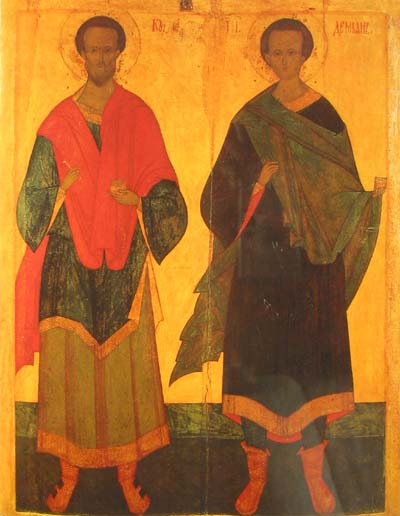
Икона. Святые Косма и Дамиан. Московская школа. Первая половина XV века

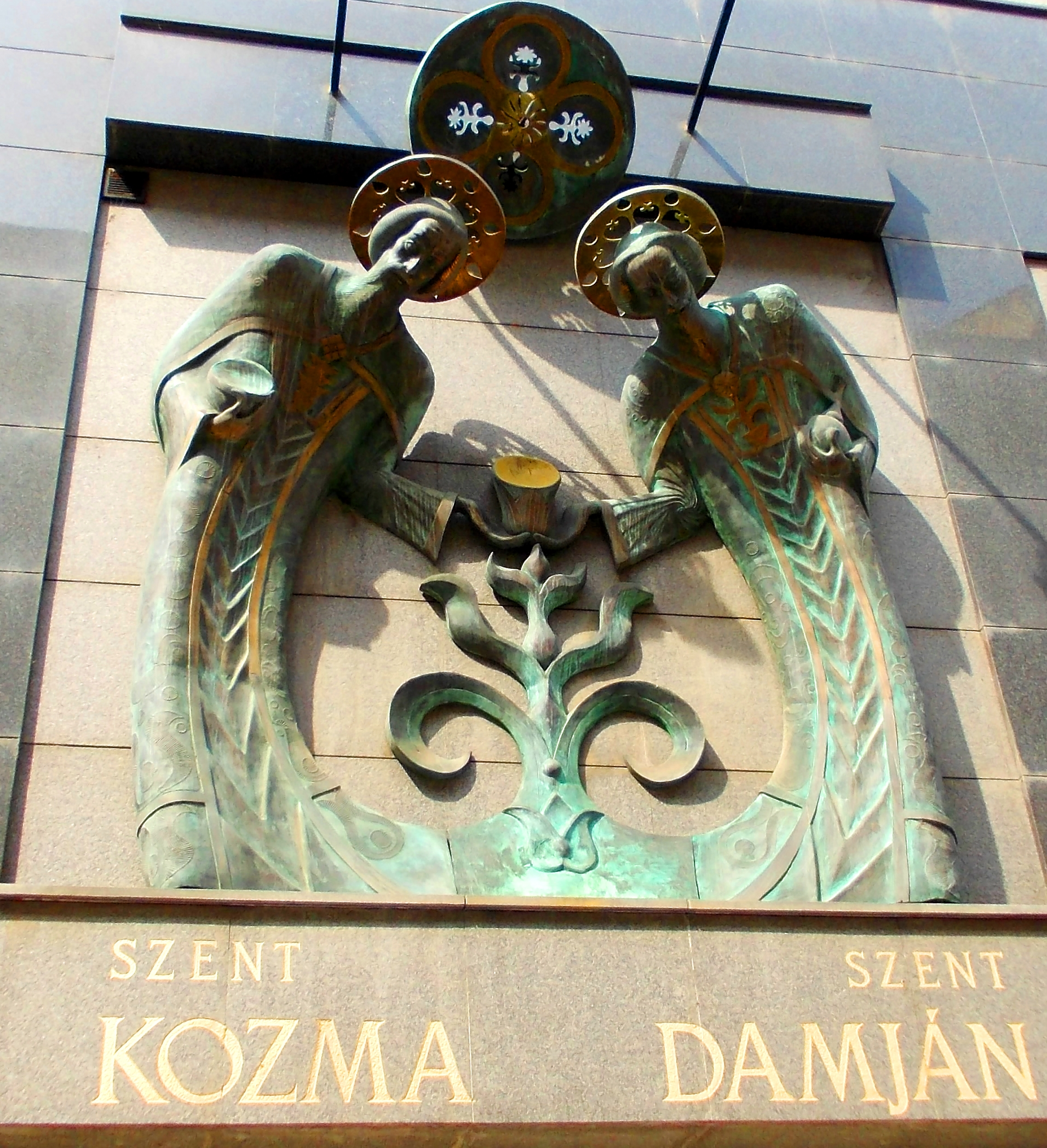
Мемориальная доска святым Косме и Дамиану в Будапеште

Косма́ и Дамиа́н (греч. Κοσμᾶς (Cosmas) καὶ  Δαμιανός, серб. Козма и Дамјан, в русской традиции известные как Кузьма и Демьян) — братья, святые-бессребреники, врачеватели и чудотворцы, по церковной традиции предположительно жившие во второй половине III — начале IV веков.

## Косма и Дамиан в православии
Православная церковь почитает три пары святых, живших, как считается, в разное время и разных местах:
- Косма и Дамиан Асийские 1 (14) ноября — шестеричным богослужением;
- Косма и Дамиан Римские 1 (14) июля — шестеричным богослужением;
- Косма и Дамиан Аравийские 17 (30) октября — не имеют отдельного текста службы (служба в этот день поется другим святым), но только упоминаются в Месяцеслове.

### Косма и Дамиан Асийские
Косма и Дамиан, родившиеся в Асии (часть Малой Азии). Время рождения и смерти точно неизвестно. Считается, что они жили не позднее IV века. Их отец, грек и язычник, умер, когда они были ещё малыми детьми. Воспитанием братьев в христианской вере занималась мать — Феодотия. Позже дети были отданы на обучение врачебной науке. Считается, что Господь даровал им искусство исцелений, что привлекало к ним множество больных. С больных, которых лечили святые, они никогда не брали платы, соблюдая заповедь Иисуса Христа: «Даром получили, даром давайте» (Мф. 10:8). Слава о Косме и Дамиане прошла по всей округе, и люди назвали их бессребрениками.

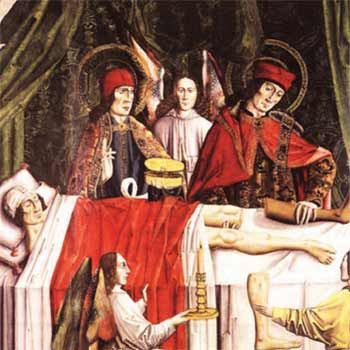
Святые Косма и Дамиан пересаживают ногу. Худ. Лос Балбасес, кон. XVI в. (Университетская библиотека. Лондон)

Согласно житию, святых однажды позвали к тяжело больной женщине, лечить которую отказались все врачи из-за её безнадёжного состояния. Палладия (так звали больную) в силу своей веры и по молитве братьев исцелилась. Исполненная благодарности к целителям и желая, чтобы они приняли от неё хоть какой-нибудь дар, Палладия пришла к Дамиану. Она принесла ему три яйца и сказала: «Прими этот малый дар во Имя Святой Живоначальной Троицы — Отца, Сына и Святого Духа». Услышав имя Троицы, бессребреник не посмел отказаться. Косма, узнав о случившемся, огорчился. Он подумал, что брат нарушил их строгий обет. Когда Косме пришло время умирать, он завещал, чтобы брата не хоронили рядом с ним. Через некоторое время умер и Дамиан. Люди не могли решить, где будет могила Дамиана. Но тут свершилось чудо: к людям пришёл верблюд, которого когда-то святые вылечили от бешенства, и проговорил человеческим голосом, чтобы, не сомневаясь, положили Дамиана рядом с Космой, потому что «не ради мзды принял Дамиан дар женщины, а ради Господа». Так мощи святых братьев были положены вместе в Феремане (Месопотамия). По преданию, и после смерти святые бессребреники совершили много чудес.

### Косма и Дамиан, пострадавшие в Риме
Косма и Дамиан — братья родом из Рима, врачи по профессии, приняли мученическую кончину в Риме при императоре Карине (283—285). Воспитанные родителями-христианами в правилах благочестия, они, по преданию, вели строгую, целомудренную жизнь и обладали даром исцеления болезней. Своим добрым отношением к людям братья многих обращали к вере в Христа. За бескорыстное лечение больных святых братьев называли «безмездными врачами».
Согласно житию, духовное воздействие на окружающих, многих приводившее в Церковь, привлекло внимание к братьям римских властей. За врачами были посланы воины. Услышав об этом, христиане попросили Косму и Дамиана укрыться на время ради людей, которые прибегали к их помощи. Но, не найдя братьев, воины схватили других христиан в селении, где жили святые. Тогда Косма и Дамиан покинули убежище и отдали себя в руки римских воинов, попросив отпустить взятых вместо них заложников.
В Риме святых вначале заключили в темницу, а затем повели на суд. Братья открыто исповедали перед римским императором и судом свою веру во Христа и отказались принести жертву языческим богам. Они говорили: «Мы никому не причинили зла, мы не занимаемся волшебством и чародейством, в чём вы нас обвиняете. Мы врачуем недуги силой Господа и Спасителя нашего Иисуса Христа и не берём никакого вознаграждения за помощь больным».
Однако император продолжал настаивать. По молитве святых братьев Бог поразил Карина внезапной болезнью, чтобы он на собственном опыте испытал всемогущество Господа, не прощающего хулы на Святого Духа. Люди, видевшие чудо, восклицали: «Велик Бог христианский и нет другого Бога, кроме Него!». Многие уверовавшие просили святых врачей исцелить императора, и сам он умолял святых, обещая обратиться в христианскую веру. Святые исцелили его. После этого Косма и Дамиан были отпущены на свободу и вновь принялись за врачевание болезней.
Но старый врач-наставник, у которого братья изучали врачебное искусство, стал завидовать их славе. Он позвал братьев будто бы для собирания редких лекарственных трав и, заведя их далеко в горы, убил, а тела бросил в реку.

### Косма и Дамиан Аравийские
Косма и Дамиан Аравийские были почти современники римским. Родина их — Аравия. Они также занимались врачебной наукой. Получив от Бога благодать чудотворений, они врачевали недуги людей именем Христа.

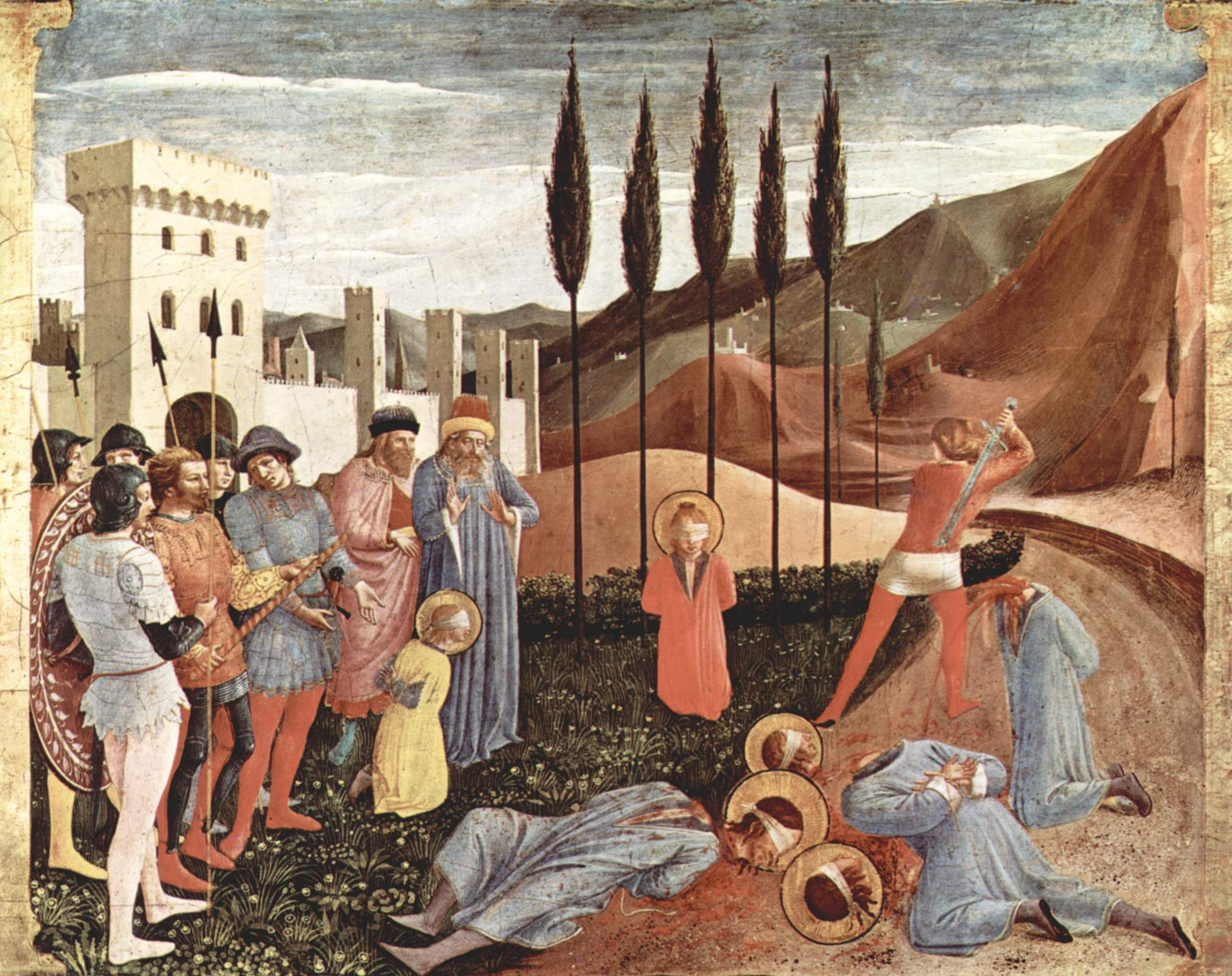
Казнь святых Космы и Дамиана (Фра Беато Анджелико, 1438—1440, часть большого алтаря. Церковь Сан-Марко, Флоренция)

Согласно житию, когда слух о чудесах и учении их достиг игемона Лисия, было приказано взять их под стражу. Приведённые в Киликию, они были представлены игемону. Расспросив о вере, именах и отечестве, игемон приказал Косме и Дамиану принести жертву идолам. Они не стали исполнять приказание, а напротив, исповедали свою веру во Христа. Тогда Лисий велел их избить и связанных бросить в море, но Господь спас их от потопления. Ангел разрешил их узы и совершенно здоровых вывел на сушу. Это чудесное спасение было приписано чародейству. Раздражённый игемон велел заключить их в темницу. На другой день он приказал бросить их в огонь.
Господь и здесь хранил их: огонь потерял естественную силу и не прикасался их. Игемон подвергал их всё новым казням, но всё напрасно. Повесив их, сначала велел бросать в них камни, а потом — стрелять из луков, но камни и стрелы отскакивали от их тел и поражали самих мучителей. Не находя более средств для достижения своей цели, игемон приказал обезглавить их мечом. Вместе с ними пострадали ещё трое христиан: Леонтий, Анфим и Евтропий.
Все пятеро мучеников, пострадавшие вместе, были вместе и погребены. Время их смерти с достоверностью не известно: считается, что они пострадали в конце III века, в царствование Диоклетиана и Максимиана.

## Косма и Дамиан в католической традиции
Католическая церковь чтит Косму и Дамиана (род. в Киликии или Аравии, ум. ок. 303) 26 сентября (дата была перенесена с 27 сентября после Второго Ватиканского собора, реформировавшего католический Литургический календарь).
Считается, что свою практику врачевания они осуществляли в порту Эгея (Ægea) залива Искендерун (современный турецкий город Айас (Ayas), затем в римской провинции Сирия.
Согласно Католической энциклопедии, они не принимали за свои услуги никакой платы, за что назывались бессребрениками. Также указывается, что являясь христианами, они многих обращали к вере во Христа.
Согласно житию, во время правления императора Диоклетиана Косма и Дамиан были арестованы по приказу префекта Киликии Лисия, который применил к ним пытки с целью добиться их отречения от христианской веры. Однако они вынесли все испытания, причём пытки не причинили им никакого вреда. Тогда они были обезглавлены. Вместе с ними были казнены их младшие братья: Antimo, Leonzio и Euprepio, которые следовали за ними в течение всей жизни.
Одно из самых известных деяний святых — операция по замене ампутированной язвенной ноги одного из пациентов ногой недавно умершего мавра (эфиопа?). Этот сюжет нашёл своё отражение во многих произведениях средневекового искусства.

Этот эпизод описан в тексте инкунабулы из жизни святых, который появился в Аугсбурге в 1489 году, следующим образом: «Один человек страдал заболеванием ноги. Лекарства не помогали. Однажды во сне ему явились оба святых. С собой у них были хирургические инструмента и мазь. Один спросил другого: „Где нам взять ногу, чтобы заменить эту?“ Тот отвечал: „Сегодня будут хоронить чёрного мавра со здоровой ногой“. Первый сказал: „Принеси её“. Он отрезал ногу мавра, приставил её к ноге больного и обильно наложил мазь. А больную ногу положили мавру в гроб. Когда пациент проснулся, боли как не бывало. Он встал и приказал слугам принести свечи. Он повсюду рассказывал, что с ним произошло. Люди сбежались к гробу мавра и увидели отрезанную ногу. Они радовались свершившемуся чуду и с жаром благодарили Бога и святых Косму и Дамиана».

Уже начиная с IV века в честь святых строятся церкви в Иерусалиме, Египте и Месопотамии. Их реликвии, считавшиеся чудотворными, были захоронены в сирийском городе Кир. В честь святых были построены церкви Патриархом Проклусом и императором Юстинианом I (527—565), который восстановил Кирасу и посвятил это деяние святым, но мощи святых перенёс в Константинополь. Юстиниан построил в Константинополе церковь в честь святых, которая стала местом паломничества. В Риме папа Феликс IV (526—530) преобразовал библиотеку Мира на форуме Веспасиана в базилику в честь Космы и Дамиана, в которую были перенесены мощи святых Космы и Дамиана. В настоящее время их мощи находятся в крипте церкви. В этой церкви также имеется мозаика VI века, изображающая святых.

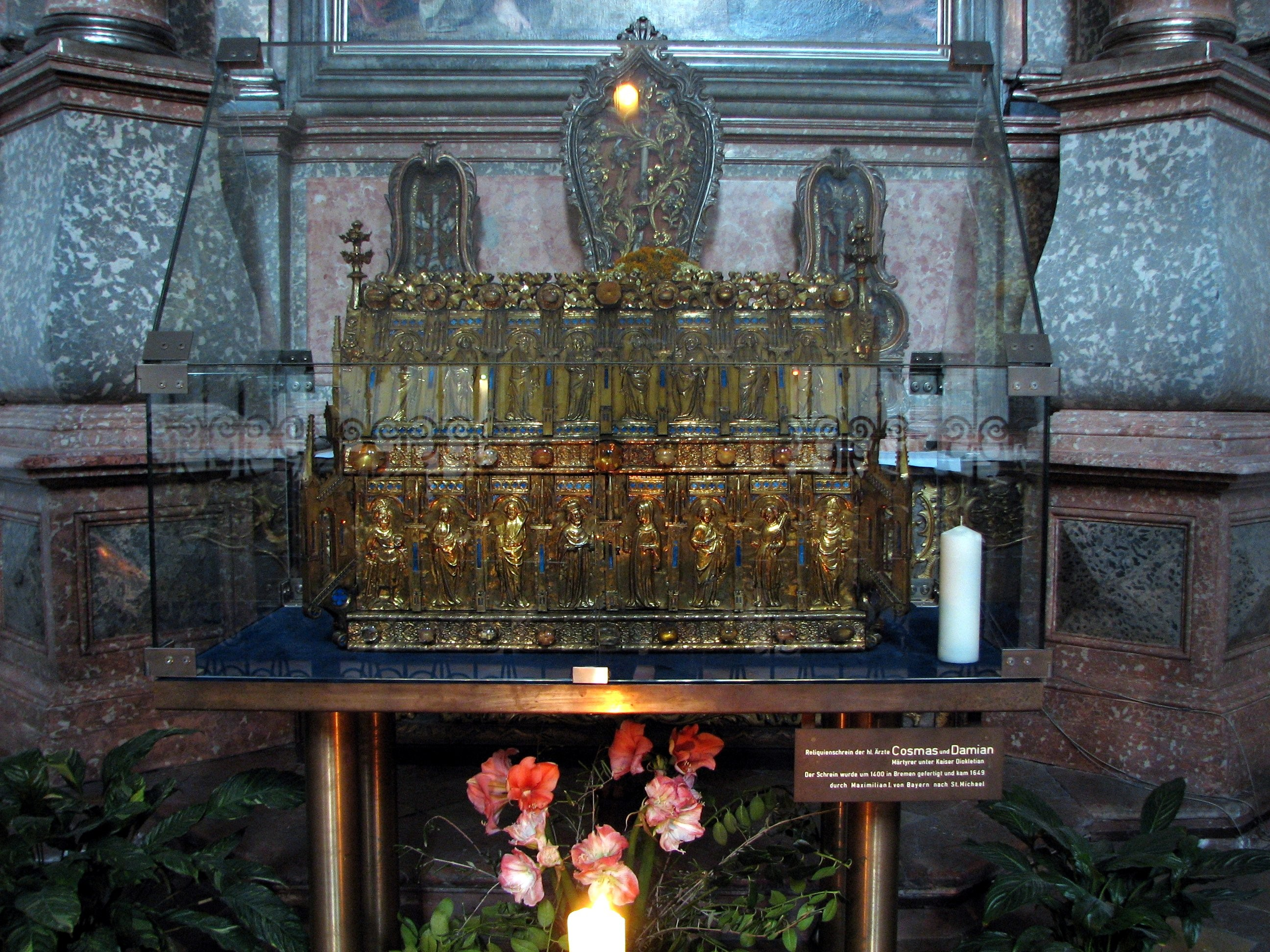
Рака с черепами святых Космы и Дамиана в церкви Святого Михаила в Мюнхене

Головы святых почитают в женском монастыре Кларис в Мадриде, в котором они находятся с тех пор как были подарены в 1581 г. дочери императора Священной Римской империи Карла V — Марии. До этого в X столетии они были доставлены из Рима в Бремен. Также считается, что черепа святых хранятся в церкви святого Михаила в Мюнхене. Согласно надписи у раки с мощами, последняя была изготовлена около 1400 года в Бремене и затем в 1649 году перенесена королём Баварии Максимилианом I (родившегося приблизительно 100 лет спустя, в 1756 г.) в Церковь Святого Михаила в Мюнхене.
Косма и Дамиан считаются покровителями врачей и хирургов и иногда помещаются на медицинских эмблемах. В Бразилии святые братья считаются покровителями детей и 27 сентября детям раздаются пакетики с конфетами, на которых изображены Косма и Дамиан.
Косма и Дамиан также считаются покровителями города Эссена, где в сокровищнице Эссенского католического собора находится часть их мощей. Они были перенесены из Рима епископом г. Хильдесхайма Альтфридом († 874), основателя первого монастыря в Эссене.

## Вопрос о числе святых и их различении
Святых бессребреников Космы и Дамиана православная церковь почитает особыми службами дважды в год — 1 ноября и 1 июля (по старому стилю). В месяцесловах к именам бессребреников прилагаются слова: в ноябре — «иже от Асии», а в июле — «в Риме мучившихся». Это прибавление наводит на вопрос: одни ли и те же бессребреники воспоминаются церковью или разные?

В древних списках после описания их жизни иногда помещалось такое обращение к читателю:
«Ведомо же буди всем, творящим памяти святых Космы и Дамиана, яко три суть версты (пары, четы) святых, но теми же имены нарицаемы, и врачевскую хитрость умевающи, нареченныя безсребреники».
Указание на различие их можно видеть и в Четьях-минеях святителя Димитрия. Под 17-м днем октября там сказано:
«Три суть двоицы свв. безсребреников Космы и Дамиана, купно сими имены зовомы, врачевскую хитрость имущие. Едине быша сынове Феодотии жены благочестивыя, иже с миром усопша, и положени быша на месте Фереман (1 ноября). Друзии же хождаху в Риме, имуще учителя завистлива, ихже он лестию на гору возведе, аки собирати былие, и камением поби их (1 июля). Третии же сии, ихже почитается ныне память (17 октября), бяху от Аравитския страны, врачевское художество умеющии».
Особенно наглядное указание на различие их всех представляют наши древние подлинники. В них после одежд так описывается наружный вид святых бессребреников.
- Бессребреники от 1 ноября «брадами оба средни равны, в правых руках держат перья, а в левых сосудцы открыты, на ногах сапоги вохра. Преподобная Феодотия матерь их аки Евдокея».
- Бессребреники от 1 июля: «Косма млад, аки Димитрий Селунский… Дамиан млад, аки Георгий мученик, кудреват… в правых руках держат кресты, а в левых сосудцы».
- Бессребреники от 17 октября «подобны Флору и Лавру».

О лике бессребреников

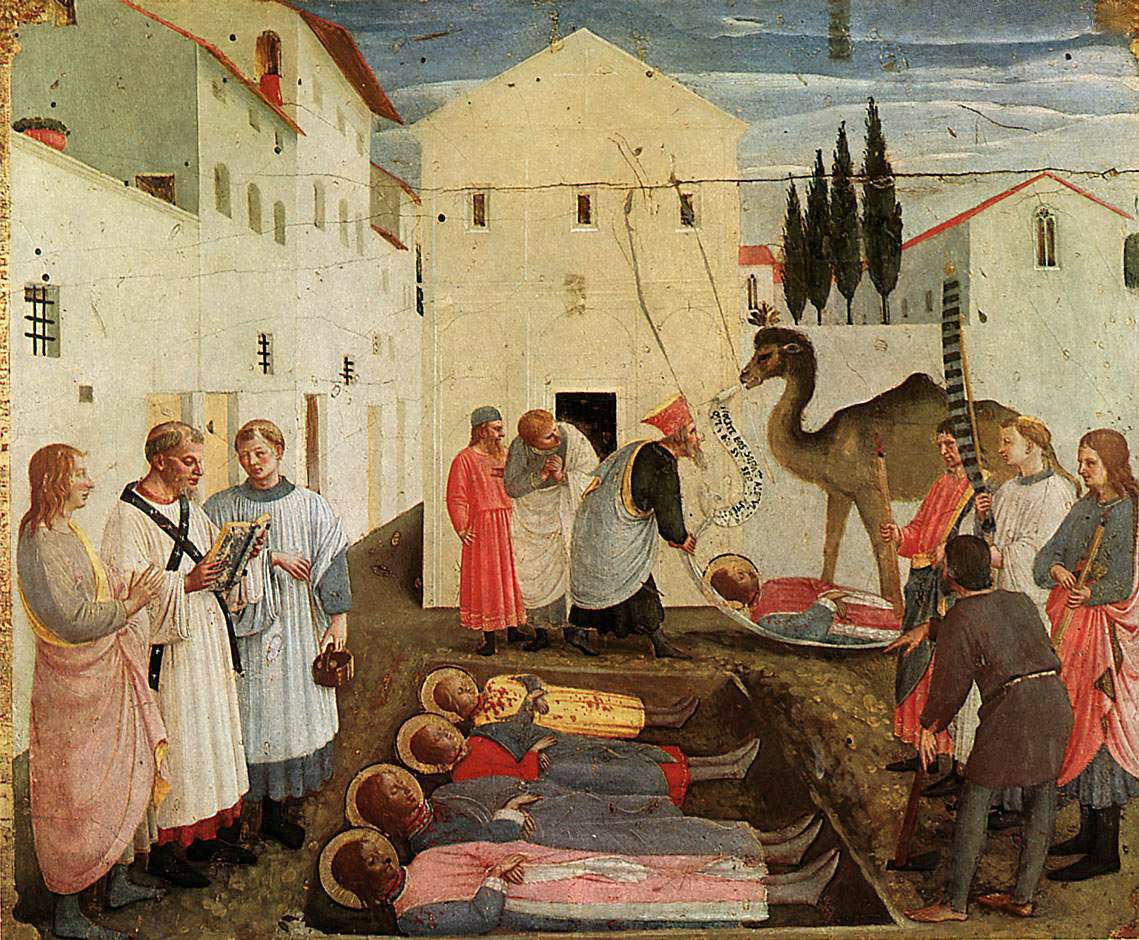
Погребение святых Космы и Дамиана. Худ. Фра Анджелико (1438—1440 гг. Часть большого алтаря. Церковь Сан Марко. Флоренция. Италия)

Таким образом, православная церковь полагает, что прославляемые в различные дни бессребреники Косма и Дамиан не одни и те же лица, а совершенно различные, и притом одни из них (1 ноября) скончались мирно, другие (1 июля и 17 октября) мученически. Церковные службы, составленные в их честь, за исключением некоторых песнопений, также совершенно разные. Служба 1 ноября более торжественная.
Однако, в жизнеописаниях и иконографии часто сталкиваешься с фактом смешения историй различных пар святых. Так, на фреске «Погребение Святых Космы и Дамиана» (Церковь Сан Марко. Флоренция. Италия.1438 — 1440 гг.) художника Фра Джованни Анджелико мы видим погребение 5 человек, что соответствует жизнеописанию Космы и Дамиана Аравийских, и в то же время — верблюда, который приходит на похороны святого Дамиана Асийского.

## Традиции почитания святых у славян

### Восточные славяне. Месяцеслов
В древнерусском языке имена Космы и Дамиана чрезвычайно рано стали соединяться в одно слово-понятие Козьмодемьян (Кузьмодемьян); так эти святые называются в перечне праздников в новгородской берестяной грамоте XI века, так же называется во многих говорах соответствующий праздник и церкви в честь этих святых.
Русский народ с именами святых соединяет немало особенных верований. Их почитают покровителями скота («они не точию человеком помогаху, но и скотом, и ни от кого же что за сне приимаху, творяху бо сия вся не имений ради, дабы златом или сребром обогатитися, но Бога ради»). Косма и Дамиан известны как хранители кур, отчего день памяти их известен под именем Куриного праздника или Куриных именин. В старину наши предки даже наблюдали особенный обычай в честь этих угодников, известный под именем Курятников: хозяйки в Москве 1(14) ноября собирались вокруг церкви святых Космы и Дамиана с курами и потом рассылали своим знакомым и уважаемым лицам кур в виде подарка.
Молились святым Косме и Дамиану о прозрении разума к учению грамоте. В одном азбуковнике XVII в. имеется прямое замечание: «Есть обычай многим учащимся совершати молебная святым бессребреникам Косме и Дамиану». Известно, что и греки почитали святых Косму и Дамиана помощниками в книжном учении. Есть свидетельство о том, что для испрошения этой помощи греки приходили именно в храм этих святых.

#### Представление о Косме и Дамиане как о кузнецах
Косму и Дамиана называли Божиими кузнецами: мастера кузнечные считали их своими патронами и потому считали грехом работать в своих мастерских в день памяти святых. Во многих местах в честь Космы и Дамиана вёлся обычай изготовлять к 1 ноября какие-либо обетные работы и вырученные за них деньги употреблять на покупку свеч к иконам или для раздачи нищим. По народному представлению, эти святые сами занимаются кузнечным делом: между прочим, они куют плуги и раздают их людям для возделывания земли.
В народных загадках кованую железную цепь называют Кузьмою: «Узловат Кузьма, развязать нельзя». В белорусской сказке «Иван Попялов» кузнецы Кузьма и Демьян, спрятав героя, победившего змея в кузнице от змеихи, защемляют её язык раскалёнными щипцами и убивают молотами (молниями), а в южнорусских и украинских сказаниях кузнецы Кузьма и Демьян (вар. кузнец Кyзьмодемьян, Борис и Глеб), поймав змея, поедающего людей, запрягают его в первый выкованный ими плуг и пашут на нём землю от моря и до моря.
Как Божьим кузнецам святым Косме и Дамиану народная фантазия приписывала в виде атрибута одно из важнейших кузнечных орудий — молот и поставляла в зависимость от них заключение брачных союзов. Таким образом, сковать свадьбу — значит как бы утвердить те невидимые нравственные цепи, то есть обязанности, какие налагают на себя вступающие в супружество. Таким образом, наши предки приписали святым Косме и Дамиану покровительство над свадьбами.

#### Приметы
- 1 (14) июля: Летние Кузьминки

«Кузьма и Дамьян пришли, на покос пошли».
В этот день святые Косма и Дамиан спускаются на землю и помогаюти крестьянам чинить старые косы и грабли.
Много захочешь — пораньше с постели на сенокос вскочишь.
В огородах гряды полют, вырывают корневые овощи.
- 1 (14) ноября: Кузьминки осенние

Кузьминки — об осени одни поминки. Встреча зимы.
Устанавливается первый непрочный зимний путь.
Снежный день обещает будущей весной большой разлив.
«Кузьма закуёт, а Михайло (8 [21] ноября) раскуёт» (Михайловские оттепели).
На Кузьму-Демьяна курицу на стол — с этого дня начинали бить кур на продажу.
Если на Козьмодемьяна лист остаётся на дереве, на другой год будет мороз.
Если Кузьма зол — то жди, что тебе сильно не поздоровится! Оттепели не будет.

## Храмы, посвящённые святым

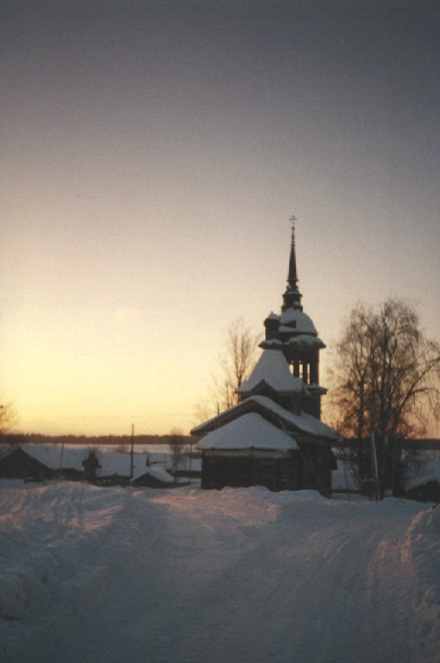
Церковь Святых Космы и Дамиана в д. Логдуз. Вологодская область

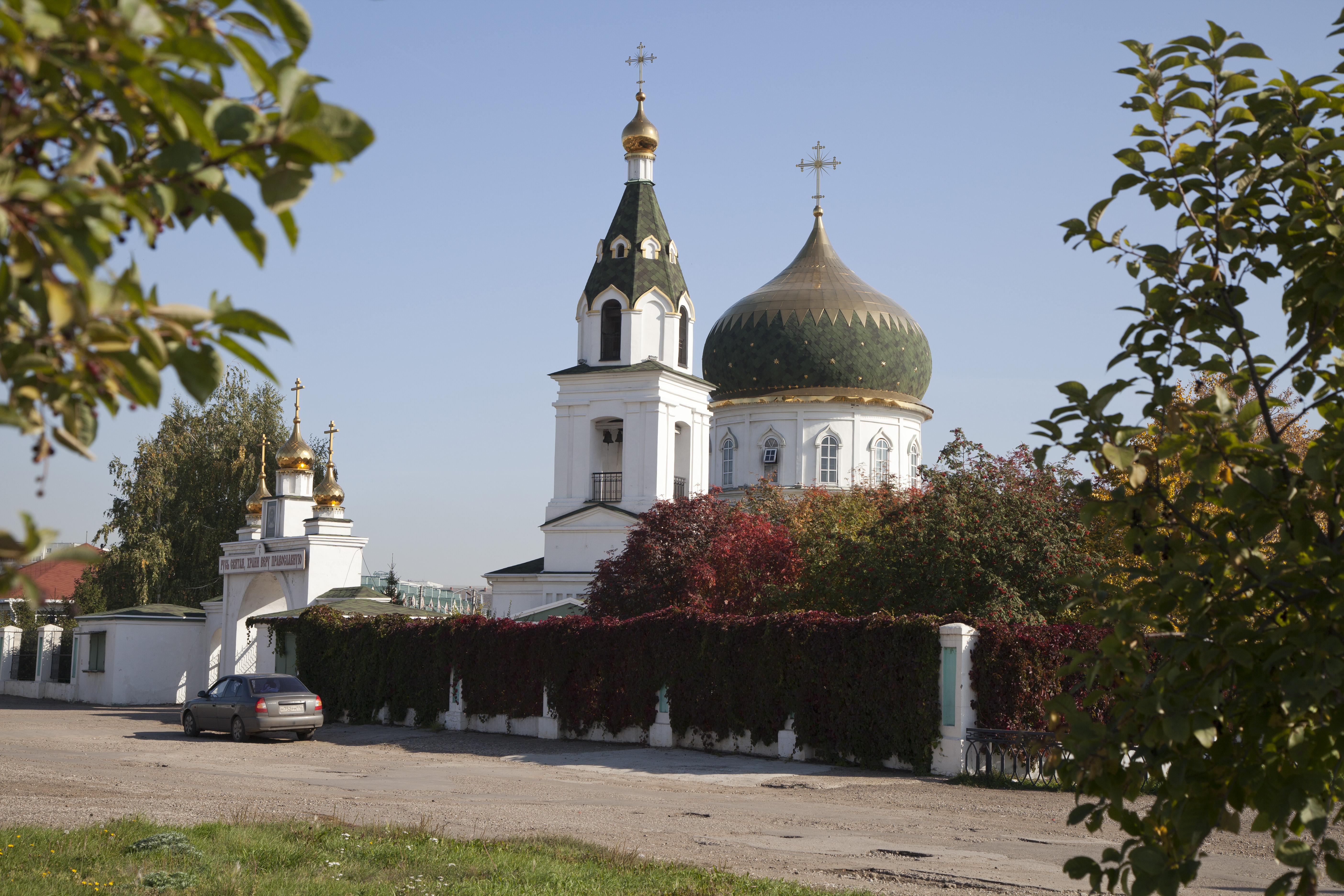
Храм Космы и Дамиана в городе Набережные Челны (Республика Татарстан)

### В России
- Москва
  - Храм Космы и Дамиана Римских, что в Старых Панех (храм Успения Пресвятой Богородицы, что в Старой Певчей) 1564 года, перестроен в 1803 году в стиле классицизма, искажен в 1930 году, восстановлен в предполагаемых первоначальных формах около 2000 года.
  - Храм Космы и Дамиана в Нижних Садовниках (снесен в 1932 году).
  - Храм Космы и Дамиана в Шубине (храм Благовещения Пресвятой Богородицы в Шубине) 1722 года, в упрощённом стиле московского барокко. 9 августа принято решение о восстановлении колокольни на заседании объединённой экспертной рабочей группы[10].
  - Храм Космы и Дамиана на Маросейке (Храм Спасителя, исцелившего расслабленного, на Маросейке), построен в 1791—1803 годах (архитектор Матвей Казаков)[11].
- Храм Космы и Дамиана в Муроме (Владимирская область), 1564 г., самое старое сохранившееся в городе здание, приписывается Барме и Постнику, прежде венчалась уникальным шатром, который обрушился в царское время и не был восстановлен.
- Церковь в Ярославле, 1686 год в стиле традиционного ярославского зодчества, пятиглавая, разрушена в сталинское время, в 1985 году снесли оставшийся от церкви притвор, который, год спустя восстановили в качестве магазина для партийной элиты.
- Храм Космы и Дамиана в Ростове Великом Ярославской области. Основан предположительно в 1760 году.
- Храм Святых Космы и Дамиана при лейб-гвардейском Сапёрном батальоне в Санкт-Петербурге, стоявший на Кирочной улице на месте здания школы № 183 (дом 28).
- Храм Святых Космы и Дамиана в Новгороде. Построен в 1271 году, сожжена в 1352 году.
- Храм в бывшем селе Космодемьянском в Химках. Здесь хранится чтимая икона святых Космы и Дамиана (Римских) и частицы их мощей.
- Храм в д. Логдуз (Бабушкинский район Вологодской области), не позже начала XX в.
- Храм в посёлке Болшево (Московская область, город Королёв).
- Храм в городе Набережные Челны (Республика Татарстан).
- Храм в селе Александровка (Александровский район Оренбургской области).
- Храм Иконы Божией Матери Живоносный Источник в Меткине (она же Церковь Космы и Дамиана в Меткине) (Московская обл., Домодедовский р-н, с. Меткино), не позже XVI в.
- Храм Иконы Божией Матери Тихвинская в Рюминском (она же Церковь Космы и Дамиана в Рюминском) (Владимирская область, Александровский р-н, с. Рюминское), не позже XV в.
- Храм в Андреевке (Московская обл., Коломенский р-н, с. Андреевка), не позже XVI в.
- Храм в Виноградово (она же Церковь Космы и Дамиана в Алёшино) (Московская обл., Воскресенский р-н, с. Виноградово, д. 86), 1847 г.
- Храм в Гвоздне (Псковская обл., Гдовский р-н, с. Гвоздно у д. Тереб), не позже XVI в.
- Храм Святых Космы и Дамиана с Примостья (г. Псков), 1463 г.
- Храм в Сокольникове (Московская обл., Можайский р-н, с. Сокольниково), 1675 г.
- Храм Космы и Дамиана (Калужская область, г. Калуга) Построена в 1794 году. В плане храм имеет лепестковое основание. С 1998 года в храме возобновились богослужения.
- Храм Космы и Дамиана (Саратовская область, г. Балаково).
- Храм Космы и Дамиана (Самарская область, село Мусорка) Построена в 1905 году. В настоящее время реставрируется.
- Храм Космы и Дамиана (Самарская обл., село Брусяны).
- Храм Космы и Дамиана (Белгородская обл., село Городище).
- Храм Космы и Дамиана Римских (Липецкая обл., с. Тёплое), разграблен в годы революции, ныне восстанавливается, с 2010 года возобновлены богослужения.
- Храм Космы и Дамиана (Липецкая обл., Хлевенский район, село Малинино).
- Часовня Космы и Дамиана в деревне Заозерье (Гатчинский район, Ленинградская область).
- Храм Космы и Дамиана в деревне Беницы (Калужская область, Боровский район).
- Храм Космы и Дамиана в селе Косиново (Обоянский район, Курская область), год постройки 1801.
- Храм Космы и Дамиана Асийских в Кирсанове (Тамбовская область).
- Храм Космы и Дамиана Асийских при Екатеринбургской Областной клинической больнице № 1 (г. Екатеринбург, ул. Волгоградская, 185), открыт в 1999 году.
- Храм Космы и Дамиана в селе Каракша Яранского района Кировской области.
- Космодамианская церковь в селе Трёхречье Кирово-Чепецкого района Кировской области (деревянная построена в 1903—1905 годах, каменная — 1909—1915 годы; вновь освящена в 2001 году).
- Храм Космы и Дамиана в селе Летово Рыбновского района Рязанской области.
- Храм Святых Космы и Дамиана Римских (Московская обл., г. Жуковский).
- Храм Космы и Дамиана в пос. Усады Ступинского района, Московская область. Построен в 1871 г.
- Храм Космы и Дамиана, Космодамиановский храм (Пензенская обл., Кузнецкий район, с. Казаковка).
- Храм Космы и Дамиана Асийских в селе Новое Козьмодемьяновское Первомайского района (Тамбовская область). Построен в 1890 году, был разрушен, затем восстановлен в 2002 году. Освящён 14 июля 2002 года.
- Храм святых бессребреников Космы и Дамианна в посёлке Красная Яруга (Белгородская область), освящён 5 декабря 2000 года.
- Мужской монастырь Святых Космы и Дамиана в посёлке Партенит, Республика Крым.
- Храм Космы и Дамиана в посёлке Зудилово, Алтайский край.
- Храм Святых Космы и Дамиана в деревне Дьячье, Орловский район Орловской области. Сохранившийся теплый одноимённый кирпичный храм построен в 1914 году. В настоящее время восстанавливается.
- Церковь Космы и Дамиана в посёлке Петелино, Ленинский район Тульской области.
- Храм святых бессеребрянников Космы и Домиана Асийских в Калининграде.
- Церковь Космы и Дамиана в селе Нордовка, Мелеузовский район, Республика Башкортостан.
- Церковь Космы и Дамиана Римских в селе Анненское Челябинской области.

### В других странах
- Монастырь Святых Космы и Дамиана в Сербии (серб. Козма и Дамјан) в деревне Зочиште в 5 километрах к востоку от Ораховца (Призренский район, Косово)[12].
- Монастырь Святых Космы и Дамиана в Болгарии, община Куклен, Пловдивской области, известен с XI века н. э.[13]
- Храм Святых Космы и Дамиана в Сербии, XVIII век, Экзархат Нови-Пазар Рашко-Призренской епархии.
- Базилика Святых Космы и Дамиана в Риме, Италия (итал. Santi Cosma e Damiano), расположенная в Форуме Веспасиана, также известного как Храм Мира[14].
- Русский православный приход Святых бессребреников Космы и Дамиана в городе Эссен, Германия, Берлинская епархия Московского патриархата Русской православной церкви[15].
- Храм бессребренников Космы и Дамиана Римских в Институте онкологии Академии медицинских наук Украины, Киев[16].
- Храм в Мендыгаринском районе Костанайской области Казахстана.
- Храм Святых Космы и Дамиана, село Сукачи, Иванковский район, Киевская область[17].
- Храм в честь святых бессребренников и чудотворцев Космы и Дамиана Асийских в городе Алма-Ате, Казахстан.

## Населённые пункты, посвящённые святым

Герб Бедефельда

- Город Шмалленберг в земле Северный Рейн — Вестфалия, Германия. На гербе района Бедефельд[нем.] изображены святые Косма и Дамиан.
- Козьмодемьянск — город на Волге в республике Марий Эл.
- Козьмодемьянск — посёлок в Ярославской области.
- Козьмодемьянск (современные Ростоши).
- Город Санти Косма э Дамиано в провинции Латина, регионе Лацио (Италия).
- Космодамианская набережная в Москве.